# موتورولا تريومف
هاتف ذكي ذو شاشة لمسية يعمل بنظام أندرويد اطلقته شركة موتورولا في يوليو 2011.

## الخصائص
- الحجم : 63.5 × 121.9 × 10.2 ملم الوزن 143 غرام
- الشاشة : شاشة من نوع TFT لمسية تعطي 16 مليون لون بمقاس 4.1 انش تغطي 61.8% من الشاشة والوضوح 480 في 800 بيكسل (288 بيكسل لكل انش)
- نظام التشغيل : جوجل اندرويد 2.2
- سرعة المعالج : 1 جيجا هيرتز
- ذاكرة العشوائية : 512 ميجا بايت
- الذاكرة الداخلية : 2 جيجا بايت و سعة الذاكرة الخارجية تصل إلى 32 جيجا.
- الكاميرا: 5 ميجابكسل مع تكبير رقمي يصل إلى X4 مع فلاش led و تحتوي على ديود ضوئي و دقة الكاميرا الامامية 0.3.